# Severočeský krajský přebor 1964/1965
V soubojích Severočeského krajského přeboru 1964/65, jedné ze skupin 3. nejvyšší československé fotbalové soutěže, se utkalo 14 týmů dvoukolovým systémem podzim - jaro. Tento ročník skončil v červnu 1965. Vzhledem k reorganizaci postupovalo prvních 6 týmů do nově vzniklé Divize B.

## Výsledná tabulka
Zdroj:
| Poř. | Tým                           | Z  | V  | R | P  | VG | OG | B  |
| ---- | ----------------------------- | -- | -- | - | -- | -- | -- | -- |
| 1.   | TJ Spartak Ústí nad Labem     | 26 | 13 | 8 | 5  | 58 | 27 | 34 |
| 2.   | TJ Baník Lom                  | 25 | 13 | 7 | 5  | 39 | 20 | 33 |
| 3.   | TJ Slovan Liberec             | 26 | 13 | 7 | 6  | 49 | 27 | 33 |
| 4.   | TJ VTŽ Chomutov               | 25 | 14 | 4 | 7  | 54 | 27 | 32 |
| 5.   | TJ CHZ Litvínov               | 26 | 12 | 8 | 6  | 41 | 32 | 30 |
| 6.   | TJ SZ Česká Lípa              | 26 | 12 | 3 | 11 | 35 | 32 | 27 |
| 7.   | Dukla Žatec                   | 26 | 10 | 7 | 9  | 35 | 40 | 27 |
| 8.   | TJ Chemička Ústí nad Labem    | 26 | 12 | 3 | 11 | 29 | 41 | 27 |
| 9.   | TJ Slovan Varnsdorf           | 26 | 9  | 6 | 11 | 37 | 34 | 24 |
| 10.  | TJ Lokomotiva Bílina          | 26 | 9  | 6 | 11 | 31 | 40 | 24 |
| 11.  | TJ Baník Jirkov               | 26 | 7  | 7 | 12 | 34 | 38 | 21 |
| 12.  | TJ Spartak Roudnice nad Labem | 26 | 8  | 3 | 15 | 37 | 66 | 19 |
| 13.  | TJ Rumburk                    | 26 | 6  | 6 | 14 | 22 | 48 | 18 |
| 14.  | TJ Kovostroj Děčín „B“        | 26 | 4  | 5 | 17 | 21 | 50 | 13 |

Poznámky:
- Z = Odehrané zápasy; V = Vítězství; R = Remízy; P = Prohry; VG = Vstřelené góly; OG = Obdržené góly; B = Body

|  | Postup do Divize B 1965/66             |
|  | Sestup do příslušné I. A třídy 1965/66 |